# Diviseur trivial
En mathématiques, un diviseur trivial d'un entier naturel n est soit n soit 1, considérés comme triviaux car toujours diviseurs de n.

## Exemples
- Les diviseurs triviaux de 30 sont 1 et 30 (tandis que 2, 3, 5, 6, 10, et 15 sont ses diviseurs non triviaux).
- Un nombre premier se définit entre autres comme « nombre sans diviseur non trivial ».